# Morris & Company

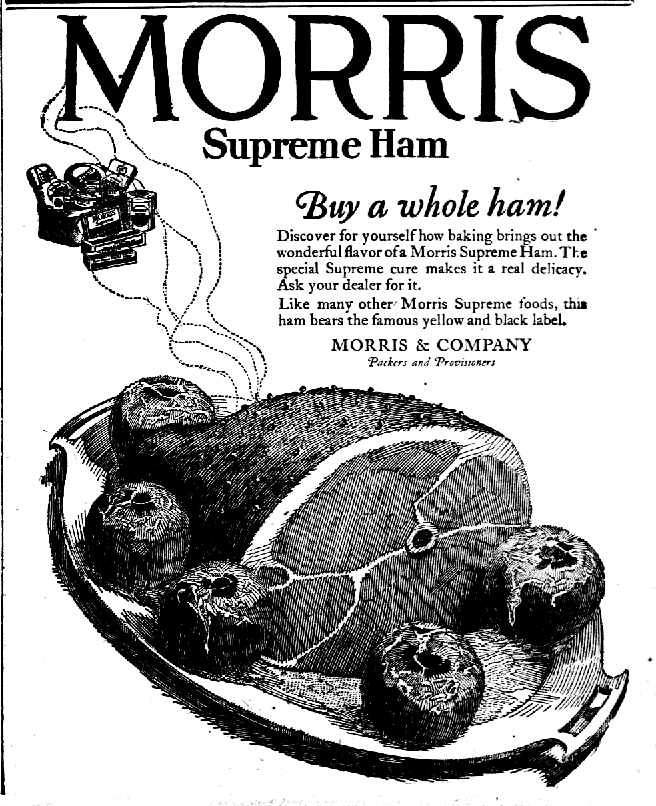
Реклама в газеті 1922 року для шинки Morris Supreme.

Morris and Company, була однією з кількох м'ясокомбінатів у Чикаго, штат Іллінойс, і в Південній Омасі, штат Небраска.

## Історія
Компанію Morris & Company заснував Нельсон Морріс у Чикаго.  У 1902 р. із сином Нельсона, Едвардом Моррісом на посаді президента, він погодився об’єднатися з двома іншими ( Armor & Company та Swift & Company ), щоб сформувати гігантську корпорацію під назвою National Packing Company. Задумана в основному як холдингова компанія, компанія National Packing незабаром почала скуповувати менші м'ясні компанії, такі як GH Hammond та Fowler.
У період між 1904 і 1910 рр. компанія National Packing придбала 23 загони та забійні заводи по всій країні, що дало їй контроль над приблизно десятою частиною виробництва м'яса в США. Компанія володіла філіями в понад 150 містах світу, а також флотом з 2600 рефрижераторів.
Починаючи з 1905 року, компанії, що входять до складу Національного упакування, були націлені Арбою Сеймуром Ван Валкенбургом відповідно до Закону Елкінса. Тиск з боку урядових регуляторів США змусив розпустити Національне упакування в 1912 році, залишивши структуру американської м'ясної промисловості такою ж, як і до 1902 року.